# Dimorphostylis asiatica
Dimorphostylis asiatica är en kräftdjursart som beskrevs av John Todd Zimmer 1908. Dimorphostylis asiatica ingår i släktet Dimorphostylis och familjen Diastylidae. Inga underarter finns listade i Catalogue of Life.